# Forbryderen
Forbryderen (originaltitel: The Noose) er en amerikansk Stumfilm instrueret at John Francis Dillon og skrevet af James T. O'Donohoe og Garrett Graham. Filmen er en filmatisering af skuespillet The Noose af Willard Mack og H.H. Van Sloan.
Filmen har Richard Barthelmess, Montagu Love, Robert Emmett O'Connor, og Thelma Todd på rollelisten. Barthelmess var nomineret til en Oscar for bedste mandlige hovedrolle ved den første oscaruddeling, for sin rolle i denne film og i filmen Manden uden Fædreland.

## Eksterne Henvisninger
- Forbryderen på Internet Movie Database (engelsk)
- Forbryderen på AllMovie (engelsk)
- Forbryderen hos American Film Institute (engelsk)
- Forbryderen på Turner Classic Movies (engelsk)
- Forbryderen på The Movie Database (engelsk)
- Forbryderen på Filmaffinity (engelsk)